# Nasa picta
Nasa picta là một loài thực vật có hoa trong họ Loasaceae. Loài này được (Hook. f.) Weigend mô tả khoa học đầu tiên năm 2006.